# Al-Kadisijja (Syria)
Al-Kadisijja – miejscowość w Syrii, w muhafazie Ar-Rakka, w dystrykcie Ar-Rakka. W 2004 roku liczyła 2751 mieszkańców.